# 惨劇の砂漠
『惨劇の砂漠』（さんげきのさばく、原題:The Painted Desert）は、1931年公開のアメリカの西部劇映画である。

## あらすじ
ゴールドラッシュ期のアメリカ西部。孤児のビルは、育ての親キャッシュに鉱物の採掘に纏わる投資話を持ち込むが、キャッシュはかつての親友で今は不仲のジェフに関係した話と知ると拒否。ビルも勘当する。キャッシュは牧畜で財を成したが、実は土地と水はジェフのものであった。ジェフの方はビルの投資話に乗り、実際に採掘を開始。順調に進むと思われたが、ある人物の妨害により事業は崩壊。ジェフ宅に居ついたランスが、ジェフの娘メアリーがビルと親しくなったことに不満を抱き、陰謀を巡らしたのだ。ビルはキャッシュに共同経営の話を持ち込む。キャッシュはジェフの土地も自分のものになったと主張。許可を出した判事はキャッシュの意向を知らず、ランスからキャッシュの意向を聞いたジェフはビルを罵倒。しかし鉱山をダイナマイトで爆破しジェフの事業を崩壊させたのはランス自身であり、すべてを告白したランスは町を追い出される。キャッシュとジェフは誤解が解けぬまま撃ち合うが、間に立ったビルが負傷。冷静さを取り戻した二人は和解し、ビルはメアリーと結婚した。

## キャスト
- ビル - ウィリアム・ボイド
- メアリー - ヘレン・トゥエルヴツリーズ
- ランス - クラーク・ゲーブル
- キャッシュ - ウィリアム・ファーナム
- ジェフ - J・ファレル・マクドナルド